# 杨建文 (企业家)
楊建文，SBS，JP，1953年出生于香港，籍贯广东佛山南海，毕业于香港中文大学理工科。伯恩光学创始人、总裁，香港商人、中國內地政治人物，是第十三屆全國政協委員及廣東省政協委員。
1989年成立伯恩光學有限公司，以尖端科技生产玻璃盖板。其率领的伯恩光學有限公司专注实业35年，持续引领行业工艺和技术发展，在技术革新上创下多个第一，不仅是全球第一家提供折叠屏CPI基材的公司，也是第一家量产微晶玻璃盖板的公司。
在楊建文带领下，目前伯恩光学在全球拥有8大生产基地，在职员工9万余人，总投资逾400亿港元，总占地面积约376万平方米，年产能达到18.5亿片。其个人被称作“手机玻璃大王”“玻璃盖板大王”。
楊建文先后获得了香港工業總會颁发的“杰出工业家奖”，香港城市大學授予的荣誉博士学位，香港政府委任为“太平绅士”、授予“银紫荆星章”，还获得了“第十五届世界杰出华人奖”“惠州慈善楷模”“惠州市荣誉市民”等荣誉。
2021年4月，楊建文以95亿美元位列《2021福布斯全球富豪榜》第245名。

## 人物经历

### 早年经历
1953年出生于香港一个普通家庭，当时香港局势动荡，一家人生活艰苦。他还算是幸运，能够一直接受教育。凭借毅力和勤奋，他的成绩在班上一直名列前茅，最终考上香港中文大学。

### 创业经历

#### 初创期
1989年，在深圳龙岗区横岗街道的一家砖厂里，杨建文搭建起一个简陋的铁皮棚屋，开始了手表镜面玻璃的生产。 
创业初期，伯恩光学面临着销售渠道匮乏、资金紧张等挑战。杨建文亲自出马，一家一家地拜访手表厂商，推销自己的产品。同时，他注重产品质量和生产工艺的提升，逐渐在市场上站稳了脚跟。
1992年，在香港成立了“富士光学有限公司”，将业务拓展至海外，打破了日本在中高端手表玻璃盖板领域的垄断地位，与国际知名手表品牌展开合作。
2000年，伯恩光学的规模已经扩大到近3000人，成长为国内手表玻璃盖板行业领军者。

#### 快速发展期
2000年，杨建文使用手机时，发现屏幕出现了几道刺眼的划痕，他顿时萌生出一个想法，研制出手机玻璃屏幕，取代原来的塑胶屏幕。
2001年，杨建文带领团队日以继夜地进行研发，终于研制出了适合手机屏幕的玻璃盖板，伯恩光学成为全球第一家提供手机玻璃盖板解决方案公司，并在这一年与国内一家手机厂商合作，成功推出全球第一款玻璃屏幕的手机。杨建文也因此被誉为“手机玻璃之父”。
2002年到2004年，手机玻璃屏幕广受市场欢迎，伯恩光学与国内外各大手机品牌达成合作，订单源源不断，产能迅速壮大。 
2005年，伯恩光学规模扩大到近30000人，是几年前的10倍。

#### 高速扩张期
2007年，智能手机时代开启，伯恩光学抢得先机，为智能手机厂商提供触控屏幕。
2008年，杨建文意识到未来必将是智能手机爆发的时代，开始大规模扩产。这一年，在全球金融危机大背景下，杨建文逆势而行，大手笔投入30多亿元，在惠州和深圳交界处的秋长街道白石村兴建新的生产基地。
2009年，伯恩光学惠州白石园区投产，加上智能手机市场的爆发，公司规模高速扩张，业绩快速增长。
2013年，伯恩光学研制出3D玻璃，并成功推向市场。
2015年，伯恩光学合作客户几乎覆盖国内外的手机品牌，OGS和GFF产能双双破亿片，营业收入超过300亿元，是全球最大的触摸屏供应商，市场份额占比超过50%。
2016年，伯恩光学在深圳、惠州两地的员工合计超过10万人，总产值已超过400亿元，全球玻璃盖板市场份额占比超过60%。杨建文被称为“玻璃盖板大王”和“手机玻璃大王”。
2018年，智能手机3D玻璃盖板年销量超7千万件，市场份额占据第一。

#### 持续发展期
2022年，大力发展车载玻璃盖板和AR/VR/MR玻璃盖板业务。
2023年，永湖生产基地车载业务产线投入运营。
2024年，伯恩越南海阳有限公司成立。
伯恩光学已成为全球领先的智能设备外观结构及模组方案提供商和大型科技创新集团，产品广泛应用于智能数码设备、智能穿戴设备、AR/VR眼镜及汽车行业，业务布局涵盖手机玻璃盖板、手机金属外壳、触摸及指纹感应模组、摄像头光学玻璃、蓝宝石手表面板、陶瓷配件等领域，并在上述领域长期享有领导地位。

## 公益慈善
2010年-2013年，向甘肃舟曲泥石流、四川雅安地震、四川芦山地震等灾区捐赠款物超1000万元。 
2012年-2019年，累计向惠州市慈善总会捐赠2000多万人民币。 
2013年-2014年度，杨建文捐款金额1766.3万元,这也是2013-2014年度“惠州慈善奖”最高的捐款额度。 
2014年-2024年，陆续向香港其他非牟利团体捐赠近5000万港元，涵盖慈善教育、京昆粤剧推广、台风灾害救援等多个领域。 
2015年9月，杨建文伉俪向香港城市大学捐款港币2亿元，创办动物医学院、组织学生海外交流、设立冠名讲座教席，以及其他大学策略性发展。
2015年-2024年，向香港公益金共捐款接近2000万港元。 
2016年-2019年间，向香港“小母牛”慈善项目捐款超过1000万港元，这笔善款用于改善内地农户的生计条件。 
2017年，向香港理工大学捐赠了800万港币，用于资助力学实验室的建设，推进专业学术研究的发展。 
2017年，通过香港工业专业评审局捐赠200万港元，启动“杨建文青年工业发展培育计划”。 
2018年起，通过香港职业训练局（VTC）每年定期捐赠“VTC优秀企业实习奖学金”。
2020年，向湖北孝感市慈善总会、惠州市慈善总会、惠阳区慈善总会和惠阳区秋长街道白石公益促进会捐赠共计900万人民币，传递战“疫”正能量。 
2021年起，每年定期捐赠“VTC设计教育基金”。 
2021年7月，通过香港中联办向河南灾区捐款1000万港元，支援河南抗洪救灾。 
2024年，向香港理工大学捐赠400万港币。
2024年3月，在惠阳区“百千万工程”推进会的现场，伯恩光学捐赠380万元善款。 
2024年10月，通过惠州市港澳慈善基金会定向捐赠300万元给惠东县高潭镇卫生院，用于支持高潭卫生院迁建项目。 
2024年，杨建文一直坚持“关心残疾人生活，扶助残疾人事业”的理念，伯恩光学吸纳残疾员工达近7000人，仍在职残障员工700多人。 

## 个人荣誉
2013年，被授予“惠州市荣誉市民”
2014年，获得2013-2014年度“惠州慈善楷模奖”
2015年，荣获2014年度“广东省优秀企业家”
2015年，获星岛集团“杰出领袖（工商/金融组别奖） 奖”
2016年，被中国香港特别行政区政府委任为“太平绅士”
荣获中国香港工业总会颁发的“杰出工业家奖”
获“香港工业专业评审局杰出成就奖”
获香港城市大学颁授“荣誉博士”学位 
获香港《镜报》颁发的第五届“杰出企业社会责任奖”
2017年，中国香港特别行政区政府颁授“银紫荆星章”
荣获第十五届“世界杰出华人奖”
获得2016-2017年度“惠州慈善楷模奖”
2018年，获“香港创新科技卓越企业家成就大奖”，是这一奖项的首位得奖者
2020年，获2019年度“惠州慈善人物奖”
2022年，获香港理工大学颁授“大学院士”头衔

## 财富排名
2019年福布斯全球亿万富豪榜排名第962位，财富值24亿美元。 
2020年2月6日，杨建文和林惠英夫妇凭借80亿美元的身家位列“2020年香港50大富豪榜单”第10。
2020年2月26日，杨建文家族以290亿元人民币财富名列《2020世茂深港国际中心·胡润全球富豪榜》第626位。
2020年4月7日，杨建文以41亿美元财富位列《2020福布斯全球亿万富豪榜》第437位。 
2021年2月25日，杨建文和林惠英以186亿美元财富位列《2021福布斯中国香港富豪榜》第4位。 
2021年4月，2021福布斯富豪排行榜发布，杨建文以95亿美元位列《2021福布斯全球富豪榜》第245名。
2022年2月，杨建文和林惠英以89亿美元财富位列《2022福布斯香港富豪榜》第10位。
2022年，杨建文以355财富（亿元人民币）位列《2022家大业大酒·胡润全球富豪榜》第582名。
2022年，杨建文以45亿美元财富位列《2022年福布斯全球亿万富豪榜》第637位。
2022年，杨建文家族以250亿财富位列《2022衡昌烧坊·胡润百富榜》第212位。
2023年2月，杨建文和林惠英以44亿美元财富位列《2023福布斯香港富豪榜》第21位。
2023年3月23日，胡润研究院发布《2023胡润全球富豪榜》，杨建文以250亿人民币位列榜单第863位。
2024年2月，杨建文和林惠英以45亿美元财富位列《2024福布斯中国香港富豪榜》第18位。
2024年3月25日，胡润研究院发布《2024胡润全球富豪榜》，杨建文以260亿（元人民币）财富位列榜单第963位。
2024年10月，杨建文家族以300亿元人民币财富位列《2024年·胡润百富榜》第148位。
2025年2月，杨建文和林惠英以64亿美元财富位列福布斯2025中国香港富豪榜第15位。
2025年3月27日，胡润研究院发布《2025胡润全球富豪榜》，杨建文以300亿（元人民币）财富位列榜单第889位。

## 社会任职
杨建文出任多个社会公职，包括第十三届全国政协委员 ，中国人民政治协商会议广东省委员会委员、 惠州市、深圳市龙岗区政协委员， 新界乡议局顾问、香港广东社团总会常务会长、香港工商总会会长、 香港惠州社团联合总会常务副会长 、香港明天更好基金信托人、筑福香港慈善基金会常务副主席、 香港城市大学基金理事会联席主席、香港城市大学基金最高荣誉会长 ，及广东省外商投资企业协会副会长等。 

## 个人语录
1.“成功的‘秘诀’只有一个：就是创意和科技、就是不断研究和创新，要做到‘人无我有、人有我优’，不断提高自身的核心竞争能力。”
2.“成功的企业家永远都是向前看，只有不断实践创新，勇于突破固有模式，才能保持企业的竞争优势。”
3.“在做产品的路上，我曾经失败了很多次，但我没有放弃，最终坚持做出来的产品，才能有了关键客户的订单。所以对眼前暂时的挫折不轻言放弃，要有远见、要多尝试、要有目标、要专注、要有恒心。”
4.“我是学电子专业的，对做的产品很有兴趣。如果没有兴趣，为了钱，做什么事情都会很累，所以我不累。”
5.“在激烈的市场竞争中，只有技术实力过硬，才能获得全球知名企业的信任，才能迎来这些企业持续给你加单。”

## 人物评价
1.杨先生积极参与公共及社会服务，热心大学教育，成绩卓著，尤其在香港创新及科技工业发展方面，贡献良多，殊堪表扬，现颁授银紫荆星章。（香港特区政府 评）
2.杨建文先生非常慷慨地向城市大学捐资一个巨额的资助，使城市大学可以与特区政府一起为我们的青年人提供更好的大学教育。 （香港特区前行政长官 梁振英 评）
3.杨博士为人处事作风低调，但其公司的产品却「接触」全球约半数的智能手机用户，是生产全球流动手机触控式玻璃屏幕的领头羊。杨博士灵活运用专业工程知识、凭着高瞻远瞩和不懈勇气创业，是一位成功的企业家。杨博士亦乐于行善助人，是香港和中国内地的慈善家，多年来为社会各界公益事业捐献的物资和善款超过三亿元人民币，荣登《福布斯亚洲》的亚洲慈善家榜。（香港理工大学评）
4.作风低调、质朴的慈善家，多年来他关心祖国和香港的教育、扶贫事业，热心慈善。（香港文汇报 评）
5.杨先生在香港土生土长，是典型白手兴家的企业家。他热衷科研及敢于创新，带领伯恩光学成为领先全球的光学企业。他参与慈善事务不遗余力，积极反馈社会，贡献国家。（香港城市大学 评）

## 馬主生涯
由2010年代開始，楊建文家族開始在香港賽馬會擁有名下馬匹，名下賽駒先後以「錶之」、「手機錶」命名，當中包括「錶之智能」、「錶之未來」、「錶之五知」、「錶之銀河」、「手機錶霸」等等。

## 持有資產
- 山頂種植道46號，2024年7月初以11億元購入
- 山頂普樂道1、3、5號，2017年1月以28億元購入
- 觀塘興業街1號駱駝漆中心全幢，2025年1月以4.0018億元購入